# 我的世界守護者

《我的世界守護者》（日语： Boku no sekai o mamoruhito）是日本小說家谷川流的一部幻想類型輕小說。2005年12月出版單行本第一集，一共有兩集及特別篇一集，但已無限期停止連載，尚未完結。